# Antti Aalto
Antti Aalto (* 4. března 1975, Lappeenranta, Finsko) je bývalý profesionální finský hokejový útočník, který hrál za Mighty Ducks of Anaheim v NHL.

## Kariéra
Antti Aalto byl draftován týmem Mighty Ducks of Anaheim v roce 1993, v 6. kole, celkově na 134. místě. I tak ale pokračoval s hraním ve Finsku, za tým TPS. To až do sezóny 1997-98, kdy se připojil k farmářskému klubu Anaheimu, Cincinnati Mighty Ducks. Za ten nastoupil k 29 zápasům a zasáhl i do 3 zápasů za Anaheim a odbyl si tak debut. V NHL zůstal až do sezóny 2000-01. Po této sezóně se vrátil do rodného Finska, kde hrál nejdříve za Jokerit a poté za TPS až do sezóny 2005-06. V té odehrál ale pouhé 4 zápasy. Poté byl nucen ukončit svou nedlouhou kariéru kvůli zranění ramene.
Aalto hrál i za finskou reprezentaci při několika akcích. Nejdříve na Juniorském mistrovství světa (1994,1995), poté i na klasickém mistrovství světa (1997 a 2000), olympiády se nikdy nezúčastnil.

## Klubové statistiky
| Sezona     | Klub                    | Soutěž     | Základní část | Základní část | Základní část | Základní část | Základní část | Play off | Play off | Play off | Play off | Play off |
| Sezona     | Klub                    | Soutěž     | Z             | G             | A             | B             | TM            | Z        | G        | A        | B        | TM       |
| ---------- | ----------------------- | ---------- | ------------- | ------------- | ------------- | ------------- | ------------- | -------- | -------- | -------- | -------- | -------- |
| 1992-93    | TPS                     | SM-l       | 1             | 0             | 0             | 0             | 0             | -        | -        | -        | -        | -        |
| 1993-94    | TPS                     | SM-l       | 33            | 5             | 9             | 14            | 16            | 10       | 1        | 1        | 2        | 4        |
| 1994-95    | TPS                     | SM-l       | 44            | 11            | 7             | 18            | 18            | 5        | 0        | 1        | 1        | 2        |
| 1995-96    | TPS                     | SM-l       | 40            | 15            | 16            | 31            | 22            | 11       | 3        | 5        | 8        | 14       |
| 1996-97    | TPS                     | SM-l       | 44            | 15            | 19            | 34            | 60            | 11       | 5        | 6        | 11       | 31       |
| 1997-98    | Cincinnati Mighty Ducks | AHL        | 29            | 4             | 9             | 13            | 30            | -        | -        | -        | -        | -        |
| 1997-98    | Anaheim Ducks           | NHL        | 3             | 0             | 0             | 0             | 0             | -        | -        | -        | -        | -        |
| 1998-99    | Anaheim Ducks           | NHL        | 73            | 3             | 5             | 8             | 24            | 4        | 0        | 0        | 0        | 2        |
| 1999-00    | Anaheim Ducks           | NHL        | 63            | 7             | 11            | 18            | 26            | -        | -        | -        | -        | -        |
| 2000-01    | Cincinnati Mighty Ducks | AHL        | 40            | 14            | 26            | 40            | 39            | 3        | 2        | 1        | 3        | 2        |
| 2000-01    | Anaheim Ducks           | NHL        | 12            | 1             | 1             | 2             | 2             | -        | -        | -        | -        | -        |
| 2001-02    | Jokerit                 | SM-l       | 48            | 8             | 21            | 29            | 87            | 12       | 1        | 8        | 9        | 12       |
| 2002-03    | Jokerit                 | SM-l       | 44            | 7             | 16            | 23            | 36            | 10       | 2        | 1        | 3        | 26       |
| 2003-04    | TPS                     | SM-l       | 50            | 16            | 28            | 44            | 46            | 13       | 2        | 9        | 11       | 10       |
| 2004-05    | TPS                     | SM-l       | 37            | 9             | 18            | 27            | 40            | -        | -        | -        | -        | -        |
| 2005-06    | TPS                     | SM-l       | 4             | 1             | 0             | 1             | 4             | -        | -        | -        | -        | -        |
| NHL celkem | NHL celkem              | NHL celkem | 151           | 11            | 17            | 28            | 52            | 4        | 0        | 0        | 0        | 2        |